# Rutvikssund
Rutvikssund är en bebyggelse norr om Luleå och öster om E4 vid trafikplats Rutvik. Från 2015 avgränsar SCB här en småort.